# Bransfield Trough
Koordinaten: 61° 30′ S, 54° 0′ W

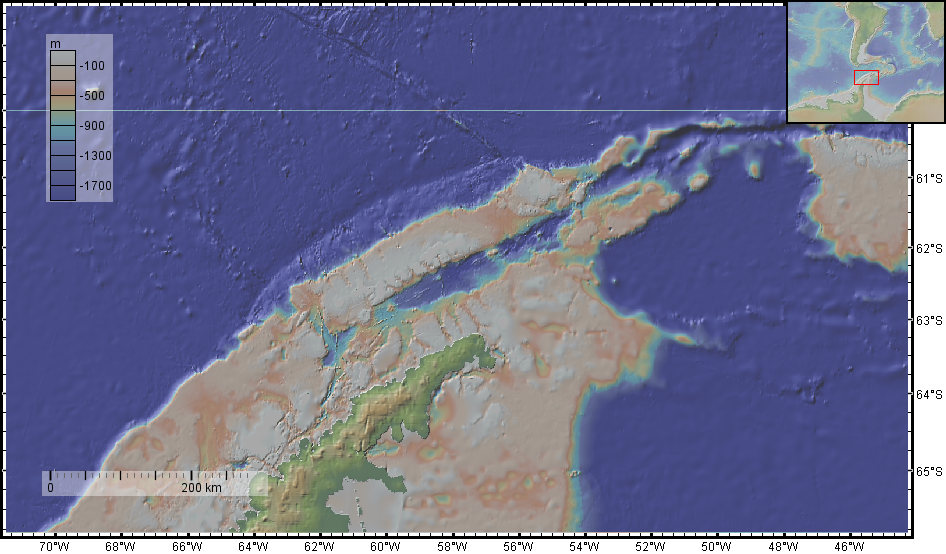
Bathymetrische Karte des Bransfield Trough

Der Bransfield Trough ist ein Seebecken zwischen der Antarktischen Halbinsel und dem nordöstlichen Ende des Archipels der Südlichen Shetlandinseln.
Namensgeber ist der britische Seefahrer Edward Bransfield (1785–1852), der möglicherweise erste Mensch, der das antarktische Festland erblickte. Die Benennung ist seit 1977 durch das Advisory Committee on Undersea Features (ACUF) bestätigt.